# Nadine Agon
Nadine Agon (Gand, 22 marzo 1953) è un'ex cestista belga.

## Carriera
Con il Belgio ha disputato tre edizioni dei Campionati europei (1970, 1976, 1980).